# Сусуман
Сусуман (рус. Сусуман) град је у Русији у Магаданској области.

## Становништво
| 1959.  | 1970.  | 1979.  | 1989.  | 2002. | 2010. |
| ------ | ------ | ------ | ------ | ----- | ----- |
| 13.310 | 12.643 | 16.025 | 16.818 | 7.833 | 5.855 |